# فیلم قاتل
فیلم قاتل (به انگلیسی: Killer Movie) یک فیلم کمدی ترسناک آمریکایی است که در ۲۴ آوریل ۲۰۰۸ در ایالات متحده منتشر شد. این فیلم در جشنواره فیلم ترایبکا شهر نیویورک به نمایش عمومی درآمد.

فیلم قاتل نوشته شده و به کارگردانی جف فیشر و با هنرپیشگی ستارگانی مانند: پل ویسلی، کیلی کوئوکو و جیسون لندن است.

## بازیگران
- پل ویسلی در نقش جک تانر
- کیلی کوئوکو در نقش بلانکا چمپیون
- گلوریا وتسیس در نقش کِیر
- جیسون لندن در نقش مایک
- ال سانتوس در نقش لوک
- نستر کاربونل در نقش سیتون بروکستنون
- لیتون میستر در نقش جاینی هنسن
- آدریانا دمو در نقش دفنی
- توری دویتو در نقش فیبی هیلدال
- رابرت باکلی در نقش نیک
- اندی فیشر-پرایس در نقش ونس کارهارت
- جکسون باند در نقش کانور
- هال بی. کلین در نقش گرگ
- میتلند مک کانل در نقش ارین گورمن
- سییا بتن در نقش لی تیسون
- جی. سی چاسز در نقش تد باکلی
- استفن پلینسکی در نقش مربی کارهارت
- جنیفر مورفی در نقش خانم فالز
- بروس بون در نقش مربی هنسن